# Kopperby
Kopperby (dänisch: Kobberby) ist ein Ortsteil der Stadt Kappeln im Kreis Schleswig-Flensburg in Schleswig-Holstein. Der Ortsteil liegt südöstlich der Kernstadt Kappeln auf der Schwansener Seite der Schlei (Slien). Durch den Ort verläuft die Kreisstraße K 123 und östlich die B 203.
Der Ortsname ist erstmals 1462 schriftlich dokumentiert. Der Name setzt sich aus dän. kobber, altdän. kopar für Kupfer und dän. -by für Dorf oder Siedlung zusammen. Die Bedeutung wäre somit Kupferdorf. Nach einer anderen Erklärung kann der Ortsname auch Dorf der Kaufleute zu altdän. kopari bedeuten und auf einen Handelsplatz der Wikingerzeit verweisen.
Bis zum 26. April 1970 war Kopperby eine Gemeinde im Kreis Eckernförde und wurde bei dessen Auflösung dem Kreis Schleswig zugeschlagen. Der Kreis Schleswig wiederum wurde 1974 in den heutigen Kreis Schleswig-Flensburg überführt. 

## Landschaftsschutzgebiet
Das 1216,25 ha große Landschaftsschutzgebiet Kopperby/Olpenitz wurde am 31. Oktober 1991 unter Schutz gestellt (siehe Liste der Landschaftsschutzgebiete im Kreis Schleswig-Flensburg).